# Collema laevisporum
Collema laevisporum är en lavart som beskrevs av Swinscow & Krog. Collema laevisporum ingår i släktet Collema och familjen Collemataceae.   Inga underarter finns listade i Catalogue of Life.